# Samsung Galaxy Tab 2 10.1
De Samsung Galaxy Tab 2 10.1 is een 10,1 inch-tablet-pc geproduceerd en op de markt gebracht door Samsung Electronics. De tablet draait op het Androidsysteem en behoort tot de tweede generatie van de Samsung Galaxy Tab, die ook een 7 inchmodel bevat, namelijk de Galaxy Tab 2 7.0. De tablet werd aangekondigd op 25 februari 2012 en werd gelanceerd in de Verenigde Staten op 13 mei 2012. Het is de opvolger van de Samsung Galaxy Tab 10.1. 

## Specificaties
Qua specificaties verschilt de Galaxy Tab 2 10.1 weinig van de Galaxy Tab 10.1. De Tab 2 wordt standaard geleverd met Android 4.0 en heeft in tegenstelling tot de Tab 10.1 een geheugenslot. De Tab 2 10.1 heeft hetzelfde 10,1 inchscherm met een resolutie van 1280 × 800 bij 149 ppi als zijn voorganger, alleen heeft het scherm ditmaal IPS-technologie. De processor is een dual-core Texas Instruments OMAP 4430-processor terwijl dit bij zijn voorganger ook een 1 GHz dualcoreprocessor is, alleen dan een NVIDIA Tegra 2 T20-processor. Verder is de camera aan de voorzijde van 2,0 MP naar 0,3 MP gegaan. Doordat Samsung de specificaties beperkt houdt, is het toestel goedkoper. 